# Pumnii în buzunar
Pumnii în buzunar (uneori grafiat Cu pumnii în buzunar, titlul original: în italiană I pugni in tasca) este un film dramatic italian, realizat în 1965 de regizorul Marco Bellocchio, după un subiect de Marco Bellocchio, protagoniști fiind actorii Lou Castel, Paola Pitagora, Marino Masè și Liliana Gerace. 

## Rezumat

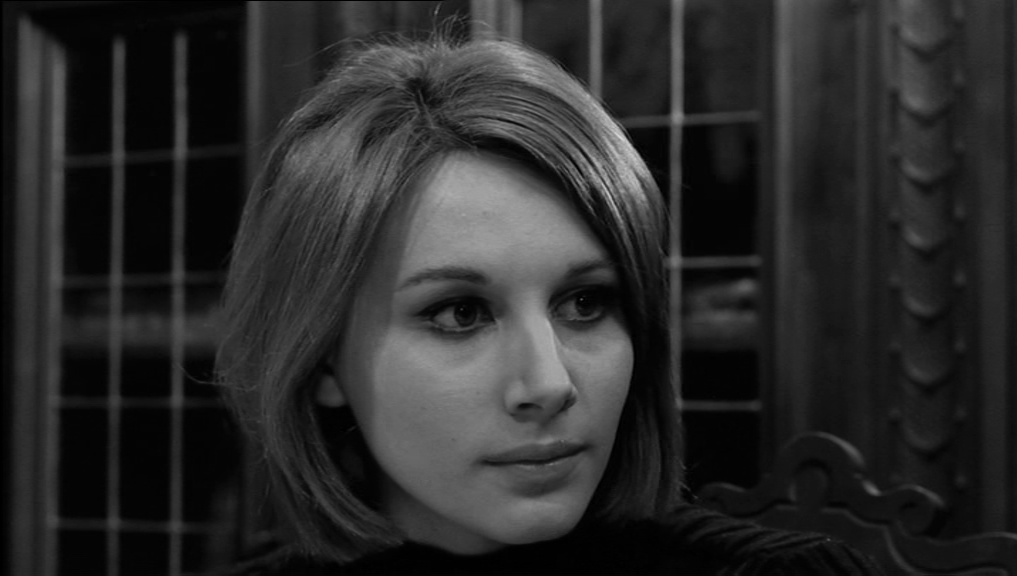
Paola Pitagora într-o scenă din film

Acțiunea filmului are loc într-o casă mare din Apeninii Piacenza, unde patru frați, trei bărbați adulți și o tânără, locuiesc împreună cu mama lor, o văduvă în vârstă, oarbă. Augusto, fratele mai mare, este singurul care are o viață profesională și socială: avocat, are o iubită și își vede prieteni în Piacenza, unde vizitează regulat o prostituată pentru a-și satisface nevoile sexuale. Frații lui, în schimb, cu greu ies din casă.
Lucia îi arată prietenului ei Augusto o scrisoare anonimă pe care a primit-o. Acolo este sfătuită să se despartă de Augusto, deoarece expeditoarea este însărcinată de el și ca atare îi aparține. Augusto știe imediat că doar Giulia, sora sa mai mică, poate fi autoarea pamfletului și care nici nu neagă acest lucru. Ea ar fi vrut doar bine cu aceasta, din moment ce nu-i place Lucia și nici relația fratelui său cu ea.
Pe lângă sora sa labilă mintal și fratele retardat Leone, mama lui oarbă și Alessandro, fratele său inteligent, care suferă de crize epileptice și narcisism patologic, fac de asemenea parte din familie, pentru care Augusto se simte responsabil. Și-ar dori să se mute în orașul din apropiere cu Lucia, dar nu își permite un apartament și prin urmare, anunță restul familiei că el este singurul care se poate integra normal. Suferind de inadecvarea familiei sale, Alessandro elaborează un plan diabolic pentru a-și elibera fratele...

## Distribuție
- Lou Castel – Alessandro
- Paola Pitagora – Giulia, sora lui Augusto
- Marino Masè – Augusto
- Liliana Gerace – mama sa
- Pier Luigi Troglio – Leone, fratele lui Augusto
- Jenny MacNeil – Lucia, prietena lui Augusto
- Irene Agnelli – Bruna
- Mauro Martini – băiatul
- Gianni „Schicchi” Gabrieli – Tonino
- Alfredo Filippazzi – doctorul
- Stefania Troglio – camerista
- Gianfranco Cella – tânărul la petrecere
- Celestina Bellocchio – fata la petrecere
- Sandra Bergamini –
- Lella Bertante –
- Tino Molinari –

## Premii și nominalizări
- 1966 – Nastro d'argento
  - Cel mai bun subiect
- Festivalul de Film de la Locarno
  - 1968 - Vela de argint al Festival de la Locarno (cea mai bună regie)[2]